# Món (heràldica)
|  | Aquest article tracta sobre un signe heràldic occidental. Vegeu-ne altres significats a «Mon (heràldica)». |

El món d'atzur cintrat i creuat d'or a l'escut de Polinyà

Un món, en heràldica, és una representació del globus imperial que duien a la mà els emperadors i que més tard van dur els reis, o que també estava situat sobre la corona dels sobirans, en forma de bola cintrada amb un cercle horitzontal i mig cercle superior vertical, i amb una creu al capdamunt, que pot adoptar diferents formes (grega, llatina, patent, potençada, etc.).
Segons els diversos tractats heràldics, tan aviat és considerat un moble com una figura.
El món, a part del seu significat originari de poder imperial o reial, és l'atribut que representa el Crist Salvador, i com a tal figura en un bon nombre d'escuts de municipis que tenen sant Salvador com a patró (vegeu el primer rengle d'il·lustracions). També apareix sovint com a armes parlants en municipis el nom dels quals inclou la síl·laba mon, tal com es pot comprovar en el segon rengle.

Escut d'Albatàrrec: un món d'argent cintrat de gules, creuat d'una creu potençada d'argent
Escut de Golmés: un món d'or cintrat de gules, creuat d'una creu llatina patent d'or
Escut de Granyanella: un món de gules cintrat d'or, creuat d'una creu llatina potençada de sable
Escut de Sant Salvador de Guardiola: un món d'or cintrat de gules, creuat d'una creu grega patent d'or
Escut de Montoliu de Lleida: un món de sinople cintrat d'or, creuat d'una creu grega patent d'or
Escut de Monistrol de Montserrat: un món d'atzur cintrat d'argent, creuat d'una creu llatina patent de sable
Escut de Montmajor: un món d'or cintrat d'atzur, creuat d'una creu grega patent d'or
Escut de Mont-ras: un món de gules cintrat d'argent, creuat d'una creu grega patent d'argent